# インポーチン
インポーチン（英: importin）は、核局在化シグナル（nuclear localization signal/sequence、NLS）と呼ばれる特定のアミノ酸配列に結合して、タンパク質を細胞核の中に運び込む役割を担うタンパク質である。インポーチンはカリオフェリンの1つに分類される。
インポーチンは2つのサブユニット、αとβから構成されている。インポーチンαは、輸送対象となる積み荷タンパク質のNLSに結合する。一方インポーチンβは、インポーチンヘテロ二量体と積み荷タンパク質の複合体が核膜孔に結合するのを助ける。積み荷タンパク質とインポーチンは核内への移行後、GTP結合型Ran（Ran-GTP）がインポーチンへ結合することで解離が開始される。2つのインポーチンタンパク質は再利用のために細胞質へ送られる。

## 発見
インポーチンは、インポーチンα/βのヘテロ二量体、またはインポーチンβの単量体として存在する。インポーチンαは1994年にマックス・デルブリュック分子医学センター（Max Delbrück Center for Molecular Medicine）のEnno Hartmannらのグループによって最初に単離された。すでにタンパク質の核内輸送の過程は記載されていたものの、この過程に関与する主要なタンパク質が明らかにされたのは初めてであった。インポーチンαは約60 kDaの細胞質のタンパク質で、タンパク質の核内への輸送に必須であり、ツメガエル属（Xenopus）の卵から精製されたSRP1pタンパク質と44%の配列同一性があった。クローニングと配列決定、そして大腸菌での発現が行われたが、シグナル依存的な輸送を完全に再構成するためにはさらにRan（TC4）が必要であった。この研究では、他の主要な促進因子も発見された。
インポーチンβは、インポーチンαとは異なり酵母に直接的なホモログは存在しないが、90–95 kDaのタンパク質として精製され、多くの場合インポーチンαとヘテロ二量体を形成することが判明した。このことを示した研究には、Michael Rexachらによる研究や、Dirk Görlichによる研究がある。彼らのグループは、インポーチンαが機能するためにはインポーチンβが必要であり、共に核局在化シグナル受容体を形成して核内への輸送を可能にしていることを発見した。こうした1994年から1995年にかけての発見以降、IPO4やIPO7などの多くのインポーチンが、その構造や分布の違いによって、わずかに異なる積み荷タンパク質の核内輸送を促進していることが判明した。

## 構造

### インポーチンα
アダプタータンパク質であるインポーチンαの大部分は、タンデムに並んだいくつかのアルマジロリピートから構成されている。これらのリピート構造は積み重なって湾曲した構造を形成し、特定の積み荷タンパク質のNLSへの結合を促進する。NLSの主結合部位はN末端に存在し、副結合部位がC末端に存在する。アルマジロリピートに加えて、インポーチンαは90アミノ酸のN末端領域を含んでいる。この領域がインポーチンβへの結合を担い、IBB（importin-β binding domain）として知られている。また、この領域は自己阻害部位でもあり、インポーチンαが核へ到達した際に積み荷が解離する過程に関与していることが示唆されている。

### インポーチンβ
インポーチンβは、カリオフェリンスーパーファミリーに典型的な構造をとる。構造は基本的に、18–20個のHEATモチーフからなるタンデムリピート構造である。各リピート構造はターンで連結された逆平行αヘリックスからなり、それらが積み重なってタンパク質の全体構造が形成されている。
積み荷の核への輸送にはインポーチンβが核膜孔複合体と結合する必要があり、インポーチンβはヌクレオポリンのさまざまなFGモチーフと弱い一過的結合を形成する。X線結晶構造解析によって、FGモチーフはインポーチンβ表面の浅い疎水的なポケットに結合することが示されている。

## タンパク質の核内輸送のサイクル
インポーチンの主要な機能は、核局在化シグナル（NLS）を持つタンパク質が核膜孔複合体を通って核内へ移行する過程を媒介することであり、この過程はnuclear protein import cycle（核タンパク質輸送サイクル）として知られる。

### 積み荷の結合
このサイクルの最初の段階は積み荷タンパク質の結合である。単量体のインポーチンβもこの機能を果たすことができるが、通常はインポーチンαを必要とする。インポーチンαはNLSと相互作用し、積み荷タンパク質に対するアダプターとして機能する。NLSはタンパク質が核へ移行する積み荷となるようタグ付けする塩基性アミノ酸配列である。積み荷タンパク質はこれらのモチーフを1つか2つ含んでおり、インポーチンα主結合部位と副結合部位に結合する。

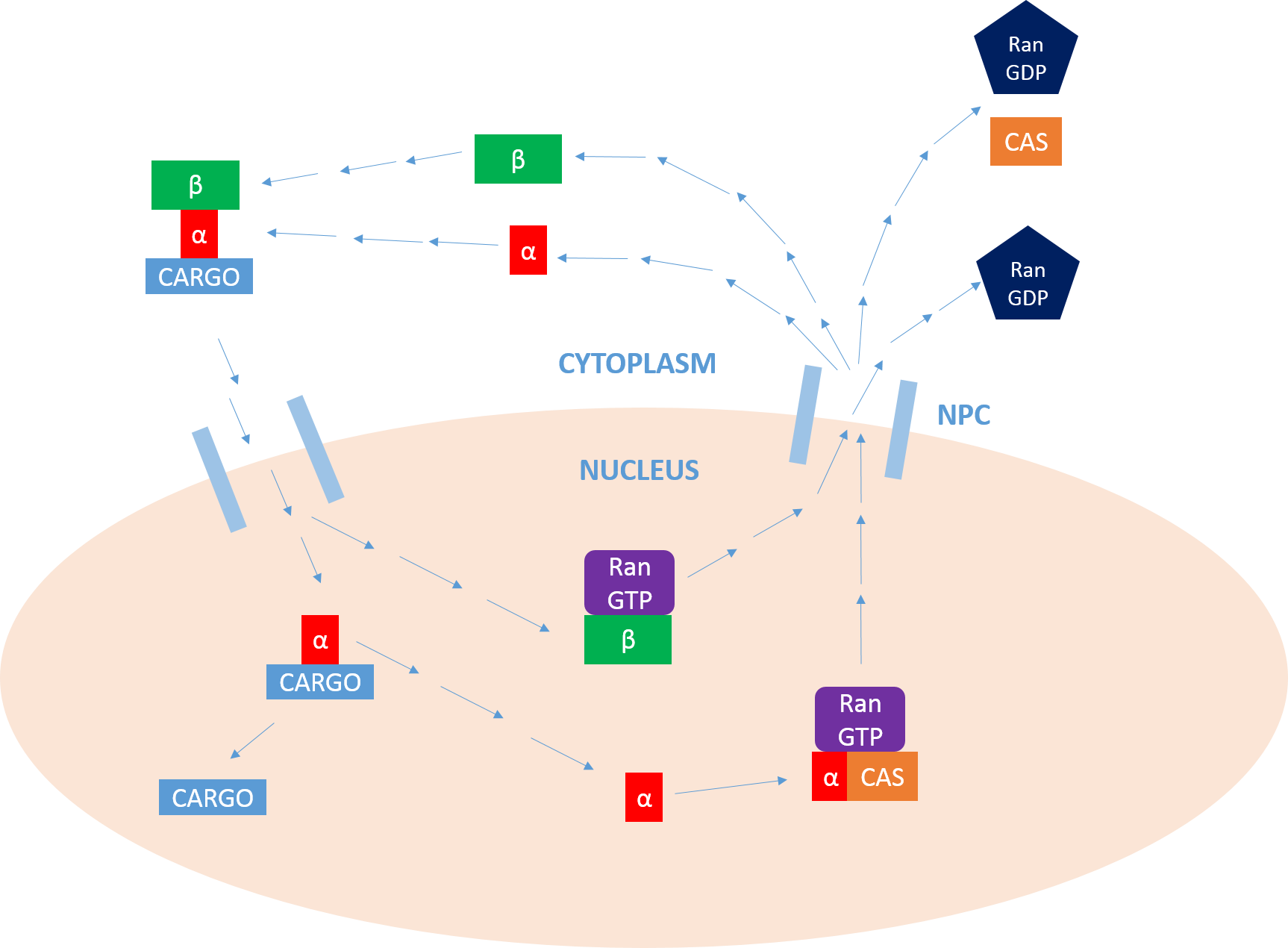
核タンパク質輸送サイクルの概観

### 積み荷の輸送
いったん積み荷タンパク質が結合すると、インポーチンβは核膜孔複合体と相互作用し、複合体は細胞質から核へ拡散する。拡散の速度は、細胞質に存在するインポーチンαの濃度とインポーチンαの積み荷への結合親和性の双方に依存する。核内へ移動すると、複合体はRasファミリーのGTPアーゼであるRan-GTPと相互作用する。これによってインポーチンβのコンフォメーションが変化し、複合体はインポーチンβ/Ran-GTPとインポーチンα/積み荷タンパク質へと解離する。インポーチンβはRan-GTPと結合したまま、再生過程へと移行する。

### 積み荷の解離
続いて、インポーチンβから解離したインポーチンα/積み荷タンパク質複合体から、積み荷タンパク質が核内へ放出される。インポーチンαのN末端のIBBドメインは、NLSモチーフを模倣する自己調節領域を含んでいる。インポーチンβの解離によってこの領域が解放され、NLS主結合部位において積み荷タンパク質のNLSと競合するようになる。この競合がタンパク質の解離を引き起こす。一部のケースでは、Nup2やNup50といった特定の解離因子が積み荷の解離を助けるために利用されることもある。

### 再生
最後に、インポーチンαが細胞質へ戻るためには、核からの搬出を助けるRan-GTP/CAS複合体と結合しなければならない。CAS（cellular apoptosis susceptibility protein）はインポーチンβスーパーファミリーのカリオフェリンで、核外輸送因子として定義される。インポーチンβはRan-GTPと結合したまま細胞質へ戻る。細胞質では、Ran-GTPはRanGAPによって加水分解されてRan-GDPとなり、インポーチンαとインポーチンβは解離して再利用される。全体として、GTPの加水分解がこのサイクルのエネルギー源となっている。核内ではGEFがRanにGTP分子を結合させ、細胞質ではGAPによってRan-GDPへ加水分解される。このRanの活性によって、タンパク質の一方向の輸送が可能になっている。

## 疾患
インポーチンαとインポーチンβの変異や発現の変化と関連した疾患と病理がいくつか存在する。
インポーチンは配偶子形成と胚発生の過程に必須の調節タンパク質である。そのため、インポーチンαの発現パターンの破壊はキイロショウジョウバエDrosophila melanogasterで妊性の欠陥を引き起こすことが示されている。
また、インポーチンαの変化と一部のがんとの関連が研究で示されている。乳がんの研究からは、NLS結合ドメインを欠くインポーチンαとの関連が示唆されている。加えて、インポーチンαはがん抑制因子であるBRCA1を核内へ輸送することが示されている。特定のメラノーマでは、インポーチンαの過剰発現が低い生存率と関連している。
インポーチンの活性は、いくつかのウイルスの病理とも関係している。例えば、エボラウイルスの感染経路において重要な段階は、チロシン残基がリン酸化されたSTAT1（PY-STAT1）の核内輸送の阻害である。エボラウイルスのタンパク質VP24はインポーチンα上の、PY-STAT1が結合する非典型的結合部位に結合し、核内への輸送を選択的に阻害する。

## 積み荷の種類
さまざまな種類のタンパク質がインポーチンによって核内へ輸送される。多くの場合、タンパク質によって移行に必要なαとβの組み合わせは異なる。いくつかの例を下に示す。
| 積み荷             | 核内輸送受容体                               |
| ------------------ | -------------------------------------------- |
| SV40               | インポーチンβとインポーチンα                 |
| ヌクレオプラスミン | インポーチンβとインポーチンα                 |
| STAT1              | インポーチンβとNPI-1 (インポーチンαのタイプ) |
| TFIIA              | インポーチンαは不要                          |
| U1A                | インポーチンαは不要                          |

## ヒトのインポーチン遺伝子
インポーチンの機能を全体的に説明するためにインポーチンαとインポーチンβという用語が用いられるが、これらは実際にはそれぞれ単一のタンパク質ではなく、類似した構造と機能を有するタンパク質ファミリーである。αとβの双方に関してさまざまな遺伝子が同定されており、その一部を下に挙げる。
- カリオフェリンα（インポーチンα）: KPNA1（英語版）、KPNA2（英語版）、KPNA3（英語版）、KPNA4（英語版）、KPNA5（英語版）、KPNA6（英語版）
- カリオフェリンβ（インポーチンβ）: KPNB1（英語版）
- β様インポーチン（β-like importins）: IPO4（英語版）、IPO5（英語版）、IPO7（英語版）、IPO8（英語版）、IPO9（英語版）、IPO11（英語版）、IPO13（英語版）